# Naushonia carinata
Naushonia carinata is een tienpotigensoort uit de familie van de Laomediidae. De wetenschappelijke naam van de soort is voor het eerst geldig gepubliceerd in 2006 door Dworschak, Marin & Anker.